# ووچا، روژایه
ووچا (به لاتین: Vuča) یک منطقهٔ مسکونی در مونته‌نگرو است که در شهرداری روژایه واقع شده‌است. ووچا ۴۱۸ نفر جمعیت دارد.